# Korwar (Kultfigur)

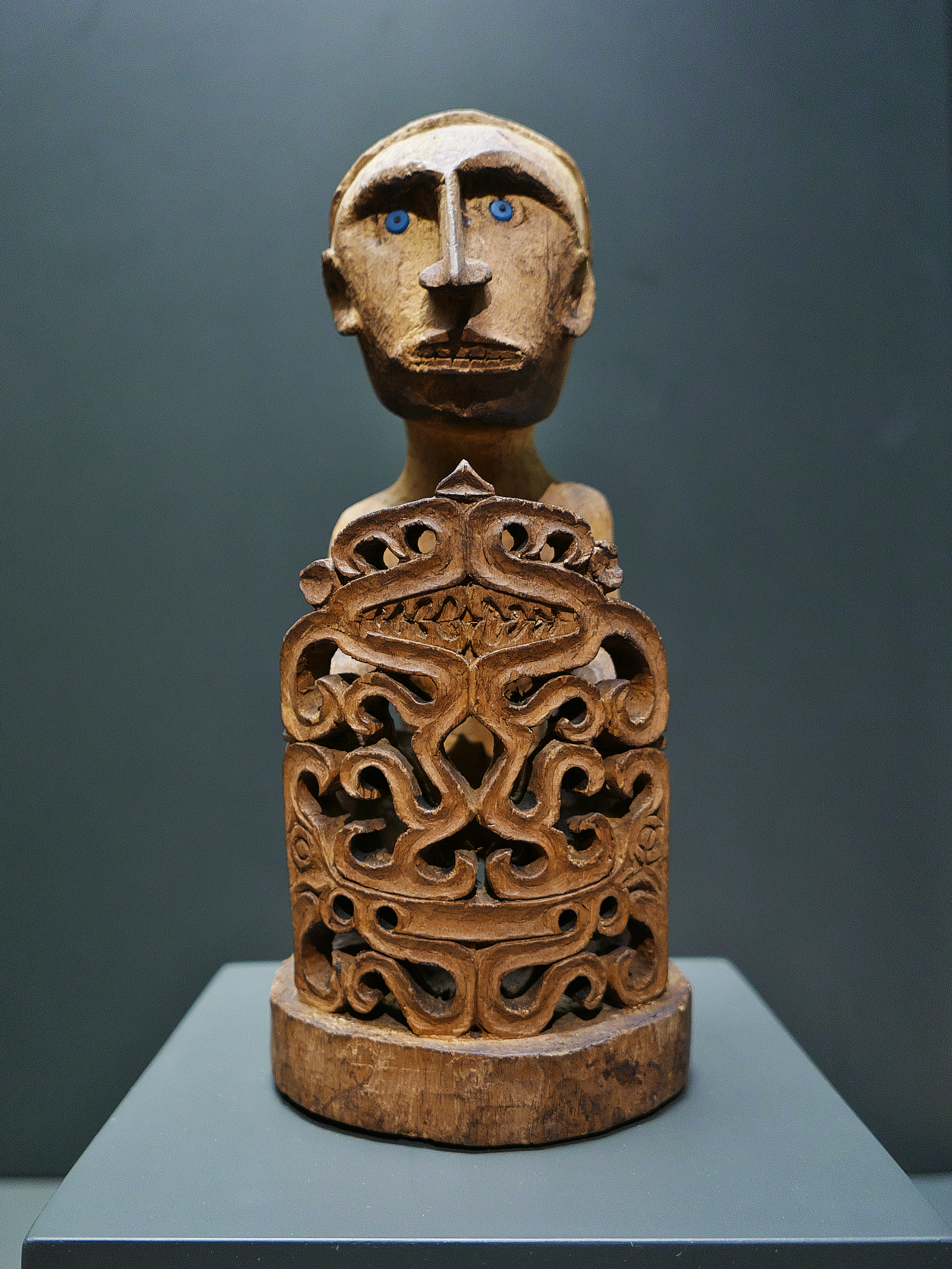
Korwar

Ein Korwar ist eine Figur aus Holz, Kalkstein oder (selten) aus Knochen, die hauptsächlich in der Cenderawasih-Bucht in der indonesischen Provinz Papua hergestellt wird. Diese Figuren sind so charakteristisch, dass sie dem lokalen Kunststil ihren Namen geben: der Korwar-Stil. Es wird vermutet, dass sich hier stilistische Einflüsse aus Südostasien abzeichnen.

## Beschreibung
Ein Korwar ist eine Figur mit einem übergroßen Schädel auf einem sitzenden menschlichen Körper, wobei Knie und Ellenbogen gebeugt sind und sich berühren, sodass sie ein „W“ formen. Zwischen seinen Händen hält die Statue ein durchbrochenes Schild – man vermutet, dass es einen Lebensbaum oder die Häutung einer Schlange darstellt, beides Symbole für Wiedergeburt. Die pfeilförmige Nase ist typisch für den Korwar-Stil. Ursprünglich wurde der vom Fleisch befreite Schädel eines verstorbenen Ahnen auf der Skulptur platziert. Viele Korwar-Figuren begnügen sich jedoch mit einer Darstellung des Schädels. Einige Theoretiker gehen davon aus, dass Korwar-Figuren mit menschlichen Schädeln statt geschnitzten Köpfen einen ursprünglicheren Typus darstellen. Die Schädel werden auf einen Zapfen oder auf einen kastenförmigen Aufsatz gesetzt. Im Allgemeinen wurden Schädel herausragender Vorfahren durch solche Figuren verehrt. Vereinzelt kommen auch kleinere Figuren mit Kinderschädeln vor.

## Rituelle Verwendung
Diese Statue dient als Gefäß für den Geist eines verstorbenen Ahnen (Korwar in der lokalen Sprache), damit dieser nicht umherirrt – was für die Lebenden ungünstig wäre und der Familie Ansehen und Macht kosten könnte. Der Verstorbene, der durch diese Statue geehrt wird, erhält eine heilige Figur und dient somit als spiritueller Führer für die Lebenden. Man befragt ihn bei wichtigen Entscheidungen, etwa durch das Schlafen auf dem Schädel oder durch ein Wahrsageritual. Die Verwendung menschlicher Schädel zu diesem Zweck wurde Anfang des letzten Jahrhunderts auf Druck der niederländischen Kolonialregierung verboten. Heute werden solche Objekte für den Kunstmarkt oder als Souvenirs angefertigt.